# Lombardiet Rundt 2022
Lombardiet Rundt 2022 (officielt Il Lombardia) er den 116. udgave af det italienske monument Lombardiet Rundt. Det over 250 km lange cykelløb bliver kørt i Lombardiet den 8. oktober 2022 med start i Bergamo og mål i Como. Løbet er 31. og sidste arrangement på UCI World Tour 2022.

## Hold og ryttere
| UCI WorldTeams (18)- UAE Team Emirates - AG2R Citroën Team - Astana Qazaqstan Team - Bahrain Victorious - Cofidis - EF Education-EasyPost - Groupama-FDJ - Ineos Grenadiers - Intermarché-Wanty-Gobert Matériaux - Israel-Premier Tech - Jumbo-Visma - Lotto-Soudal - Movistar Team - Quick-Step Alpha Vinyl - BikeExchange-Jayco - Team DSM - Trek-Segafredo - Bora-Hansgrohe UCI ProTeams (7)- Alpecin-Deceuninck - Bardiani-CSF-Faizanè - Caja Rural-Seguros RGA - Drone Hopper-Androni Giocattoli - Eolo-Kometa - Arkéa-Samsic - TotalEnergies |
| |

### Danske ryttere
| Danske ryttere på startlisten |                   |                        |           |
| Rygnummer                     | Rytter            | Hold                   | Placering |
| 151                           | Jakob Fuglsang    | Israel-Premier Tech    |           |
| 161                           | Jonas Vingegaard  | Team Jumbo-Visma       |           |
| 173                           | Andreas Kron      | Lotto-Soudal           |           |
| 194                           | Mikkel Honoré     | Quick-Step Alpha Vinyl |           |
| 246                           | Mattias Skjelmose | Trek-Segafredo         |           |

* DNF = gennemførte ikke

## Resultater
| \| Samlede stilling \| Samlede stilling \| Samlede stilling \| Samlede stilling \| Samlede stilling \| \| Rytter \| Rytter \| Hold \| Tid \| \| \| ---------------- \| ------------------ \| ---------------------- \| ---------------- \| ---------------- \| \| 1. \| Tadej Pogačar \| UAE Team Emirates \| 6t 21' 22" \| \| \| 2. \| Enric Mas \| Movistar Team \| + 0" \| \| \| 3. \| Mikel Landa \| Bahrain Victorious \| + 10" \| \| \| 4. \| Sergio Higuita \| Bora-Hansgrohe \| + 52" \| \| \| 5. \| Carlos Rodríguez \| Ineos Grenadiers \| + 52" \| \| \| 6. \| Alejandro Valverde \| Movistar Team \| + 1' 24" \| \| \| 7. \| Bauke Mollema \| Trek-Segafredo \| + 1' 24" \| \| \| 8. \| Rudy Molard \| Groupama-FDJ \| + 1' 24" \| \| \| 9. \| Romain Bardet \| Team DSM \| + 1' 24" \| \| \| 10. \| Adam Yates \| Ineos Grenadiers \| + 1' 26" \| \| \| 11. \| Andrea Piccolo \| EF Education-EasyPost \| + 1' 58" \| \| \| 12. \| Warren Barguil \| Arkéa-Samsic \| + 1' 58" \| \| \| 13. \| Ilan Van Wilder \| Quick-Step Alpha Vinyl \| + 1' 58" \| \| \| 14. \| Clément Berthet \| AG2R Citroën Team \| + 1' 58" \| \| \| 15. \| Giulio Ciccone \| Trek-Segafredo \| + 2' 01" \| \| \| 17. \| Daniel Martínez \| Ineos Grenadiers \| + 2' 14" \| \| \| 18. \| Aleksandr Vlasov \| Bora-Hansgrohe \| + 2' 14" \| \| \| 19. \| Mikkel Honoré \| Quick-Step Alpha Vinyl \| + 2' 14" \| \| \| 20. \| Mauri Vansevenant \| Quick-Step Alpha Vinyl \| + 2' 14" \| \| |                    |                        |            |
| |                    |                        |            |
| Kilde: ProCyclingStats |                    |                        |            |
| Samlede stilling |                    |                        |            |
| Rytter | Rytter             | Hold                   | Tid        |
| 1. | Tadej Pogačar      | UAE Team Emirates      | 6t 21' 22" |
| 2. | Enric Mas          | Movistar Team          | + 0"       |
| 3. | Mikel Landa        | Bahrain Victorious     | + 10"      |
| 4. | Sergio Higuita     | Bora-Hansgrohe         | + 52"      |
| 5. | Carlos Rodríguez   | Ineos Grenadiers       | + 52"      |
| 6. | Alejandro Valverde | Movistar Team          | + 1' 24"   |
| 7. | Bauke Mollema      | Trek-Segafredo         | + 1' 24"   |
| 8. | Rudy Molard        | Groupama-FDJ           | + 1' 24"   |
| 9. | Romain Bardet      | Team DSM               | + 1' 24"   |
| 10. | Adam Yates         | Ineos Grenadiers       | + 1' 26"   |
| 11. | Andrea Piccolo     | EF Education-EasyPost  | + 1' 58"   |
| 12. | Warren Barguil     | Arkéa-Samsic           | + 1' 58"   |
| 13. | Ilan Van Wilder    | Quick-Step Alpha Vinyl | + 1' 58"   |
| 14. | Clément Berthet    | AG2R Citroën Team      | + 1' 58"   |
| 15. | Giulio Ciccone     | Trek-Segafredo         | + 2' 01"   |
| 17. | Daniel Martínez    | Ineos Grenadiers       | + 2' 14"   |
| 18. | Aleksandr Vlasov   | Bora-Hansgrohe         | + 2' 14"   |
| 19. | Mikkel Honoré      | Quick-Step Alpha Vinyl | + 2' 14"   |
| 20. | Mauri Vansevenant  | Quick-Step Alpha Vinyl | + 2' 14"   |

## Startliste
| UAE Team Emirates UAD | UAE Team Emirates UAD         | UAE Team Emirates UAD |
| --------------------- | ----------------------------- | --------------------- |
| Nr.                   | Rytter                        | Placering             |
| 1                     | Tadej Pogačar (SLO)           | 1.                    |
| 2                     | Davide Formolo (ITA)          | 28.                   |
| 3                     | João Almeida (POR) (landevej) | DNF                   |
| 4                     | Marc Hirschi (SUI)            | 81.                   |
| 5                     | Rafał Majka (POL)             | 23.                   |
| 6                     | Alessandro Covi (ITA)         | DNF                   |
| 7                     | Diego Ulissi (ITA)            | 26.                   |

| AG2R Citroën Team ACT | AG2R Citroën Team ACT        | AG2R Citroën Team ACT |
| --------------------- | ---------------------------- | --------------------- |
| Nr.                   | Rytter                       | Placering             |
| 11                    | Clément Champoussin (FRA)    | 73.                   |
| 12                    | Clément Berthet (FRA)        | 14.                   |
| 13                    | Geoffrey Bouchard (FRA)      | DNF                   |
| 14                    | Felix Gall (AUT)             | DNF                   |
| 15                    | Jaakko Hänninen (FIN)        | DNF                   |
| 16                    | Aurélien Paret-Peintre (FRA) | 74.                   |
| 17                    | Paul Lapeira (FRA)           | 107.                  |

| Alpecin-Deceuninck AFC | Alpecin-Deceuninck AFC  | Alpecin-Deceuninck AFC |
| ---------------------- | ----------------------- | ---------------------- |
| Nr.                    | Rytter                  | Placering              |
| 21                     | Jay Vine (AUS)          | 64.                    |
| 22                     | Tobias Bayer (AUT)      | 84.                    |
| 23                     | Xandro Meurisse (BEL)   | 43.                    |
| 24                     | Jimmy Janssens (BEL)    | DNF                    |
| 25                     | Stefano Oldani (ITA)    | 37.                    |
| 26                     | Kristian Sbaragli (ITA) | 90.                    |
| 27                     | Robert Stannard (AUS)   | DNF                    |

| Astana Qazaqstan Team AST | Astana Qazaqstan Team AST | Astana Qazaqstan Team AST |
| ------------------------- | ------------------------- | ------------------------- |
| Nr.                       | Rytter                    | Placering                 |
| 31                        | Vincenzo Nibali (ITA)     | 24.                       |
| 32                        | Samuele Battistella (ITA) | DNF                       |
| 33                        | David de la Cruz (ESP)    | DNF                       |
| 34                        | Miguel Ángel López (COL)  | 65.                       |
| 35                        | Javier Romo (ESP)         | DNF                       |
| 36                        | Cristian Scaroni (ITA)    | DNF                       |
| 37                        | Simone Velasco (ITA)      | 59.                       |

| Bahrain Victorious TBV | Bahrain Victorious TBV    | Bahrain Victorious TBV |
| ---------------------- | ------------------------- | ---------------------- |
| Nr.                    | Rytter                    | Placering              |
| 41                     | Damiano Caruso (ITA)      | 62.                    |
| 42                     | Mikel Landa (ESP)         | 3.                     |
| 43                     | Gino Mäder (SUI)          | DNF                    |
| 44                     | Matej Mohorič (SLO)       | 61.                    |
| 45                     | Hermann Pernsteiner (AUT) | 39.                    |
| 46                     | Wout Poels (NED)          | DNF                    |
| 47                     | Edoardo Zambanini (ITA)   | 45.                    |

| Bardiani CSF Faizanè BCF | Bardiani CSF Faizanè BCF         | Bardiani CSF Faizanè BCF |
| ------------------------ | -------------------------------- | ------------------------ |
| Nr.                      | Rytter                           | Placering                |
| 51                       | Filippo Zana (ITA) (landevej)    | 75.                      |
| 52                       | Luca Covili (ITA)                | 83.                      |
| 53                       | Omar El Gouzi (ITA)              | 93.                      |
| 54                       | Davide Gabburo (ITA)             | 96.                      |
| 55                       | Henok Mulubrhan (ERI) (landevej) | DNF                      |
| 56                       | Alex Tolio (ITA)                 | DNF                      |
| 57                       | Alessandro Tonelli (ITA)         | 93.                      |

| Bora-Hansgrohe BOH | Bora-Hansgrohe BOH              | Bora-Hansgrohe BOH |
| ------------------ | ------------------------------- | ------------------ |
| Nr.                | Rytter                          | Placering          |
| 61                 | Wilco Kelderman (NED)           | 60.                |
| 62                 | Giovanni Aleotti (ITA)          | 63.                |
| 63                 | Matteo Fabbro (ITA)             | 22.                |
| 64                 | Felix Großschartner (AUT)       | 102.               |
| 65                 | Sergio Higuita (COL) (landevej) | 4.                 |
| 66                 | Patrick Konrad (AUT)            | 67.                |
| 67                 | Aleksandr Vlasov (RUS)          | 18.                |

| Caja Rural-Seguros RGA CJR | Caja Rural-Seguros RGA CJR | Caja Rural-Seguros RGA CJR |
| -------------------------- | -------------------------- | -------------------------- |
| Nr.                        | Rytter                     | Placering                  |
| 71                         | Jonathan Lastra (ESP)      | DNF                        |
| 72                         | Aritz Bagües (ESP)         | 92.                        |
| 73                         | Fernando Barceló (ESP)     | DNF                        |
| 74                         | Sergio Martín (ESP)        | DNF                        |
| 75                         | Mikel Nieve (ESP)          | DNF                        |
| 76                         | Eduard Prades (ESP)        | 85.                        |
| 77                         | Michal Schlegel (CZE)      | DNF                        |

| Cofidis COF | Cofidis COF               | Cofidis COF |
| ----------- | ------------------------- | ----------- |
| Nr.         | Rytter                    | Placering   |
| 81          | Guillaume Martin (FRA)    | 32.         |
| 82          | François Bidard (FRA)     | DNF         |
| 83          | Thomas Champion (FRA)     | DNF         |
| 84          | Simon Geschke (GER)       | 46.         |
| 85          | Jesús Herrada (ESP)       | 48.         |
| 86          | Pierre-Luc Périchon (FRA) | DNF         |
| 87          | Rémy Rochas (FRA)         | 25.         |

| Drone Hopper-Androni Giocattoli DRA | Drone Hopper-Androni Giocattoli DRA | Drone Hopper-Androni Giocattoli DRA |
| ----------------------------------- | ----------------------------------- | ----------------------------------- |
| Nr.                                 | Rytter                              | Placering                           |
| 91                                  | Natnael Tesfatsion (ERI)            | DNF                                 |
| 92                                  | Mattia Bais (ITA)                   | 86.                                 |
| 93                                  | Umberto Marengo (ITA)               | DNF                                 |
| 94                                  | Andrij Ponomar (UKR)                | DNF                                 |
| 95                                  | Simone Ravanelli (ITA)              | 91.                                 |
| 96                                  | Santiago Umba (COL)                 | 88.                                 |
| 97                                  | Luca Chirico (ITA)                  | DNF                                 |

| EF Education-EasyPost EFE | EF Education-EasyPost EFE  | EF Education-EasyPost EFE |
| ------------------------- | -------------------------- | ------------------------- |
| Nr.                       | Rytter                     | Placering                 |
| 101                       | Alberto Bettiol (ITA)      | DNF                       |
| 102                       | Odd Christian Eiking (NOR) | DNF                       |
| 103                       | Mark Padun (UKR)           | 36.                       |
| 104                       | Andrea Piccolo (ITA)       | 11.                       |
| 105                       | Neilson Powless (USA)      | 34.                       |
| 106                       | Sean Quinn (USA)           | DNF                       |
| 107                       | Rigoberto Urán (COL)       | 21.                       |

| Eolo-Kometa EOK | Eolo-Kometa EOK           | Eolo-Kometa EOK |
| --------------- | ------------------------- | --------------- |
| Nr.             | Rytter                    | Placering       |
| 111             | Lorenzo Fortunato (ITA)   | DNF             |
| 112             | Davide Bais (ITA)         | 100.            |
| 113             | Mark Christian (GBR)      | DNF             |
| 114             | Alessandro Fancellu (ITA) | 55.             |
| 115             | Erik Fetter (HUN)         | 104.            |
| 116             | Mirco Maestri (ITA)       | 99.             |
| 117             | Samuele Rivi (ITA)        | 103.            |

| Groupama-FDJ GFC | Groupama-FDJ GFC               | Groupama-FDJ GFC |
| ---------------- | ------------------------------ | ---------------- |
| Nr.              | Rytter                         | Placering        |
| 121              | Quentin Pacher (FRA)           | 30.              |
| 122              | Bruno Armirail (FRA)           | DNF              |
| 123              | Matthieu Ladagnous (FRA)       | DNF              |
| 124              | Rudy Molard (FRA)              | 8.               |
| 125              | Michael Storer (AUS)           | 27.              |
| 126              | Attila Valter (HUN) (landevej) | DNF              |
| 127              | Lars van den Berg (NED)        | HD               |

| Ineos Grenadiers IGD | Ineos Grenadiers IGD              | Ineos Grenadiers IGD |
| -------------------- | --------------------------------- | -------------------- |
| Nr.                  | Rytter                            | Placering            |
| 131                  | Adam Yates (GBR)                  | 10.                  |
| 132                  | Laurens De Plus (BEL)             | DNF                  |
| 133                  | Tao Geoghegan Hart (GBR)          | 68.                  |
| 134                  | Daniel Martínez (COL)             | 17.                  |
| 135                  | Carlos Rodríguez (ESP) (landevej) | 5.                   |
| 136                  | Pavel Sivakov (FRA)               | DNF                  |
| 137                  | Ben Tulett (GBR)                  | DNF                  |

| Intermarché-Wanty-Gobert Matériaux IWG | Intermarché-Wanty-Gobert Matériaux IWG | Intermarché-Wanty-Gobert Matériaux IWG |
| -------------------------------------- | -------------------------------------- | -------------------------------------- |
| Nr.                                    | Rytter                                 | Placering                              |
| 141                                    | Lorenzo Rota (ITA)                     | DNF                                    |
| 142                                    | Jan Bakelants (BEL)                    | 33.                                    |
| 143                                    | Quinten Hermans (BEL)                  | DNF                                    |
| 144                                    | Laurens Huys (BEL)                     | 70.                                    |
| 145                                    | Simone Petilli (ITA)                   | 35.                                    |
| 146                                    | Domenico Pozzovivo (ITA)               | DNF                                    |
| 147                                    | Rein Taaramäe (EST)                    | DNF                                    |

| Israel-Premier Tech IPT | Israel-Premier Tech IPT    | Israel-Premier Tech IPT |
| ----------------------- | -------------------------- | ----------------------- |
| Nr.                     | Rytter                     | Placering               |
| 151                     | Jakob Fuglsang (DEN)       | 71.                     |
| 152                     | Corbin Strong (NZL)        | 87.                     |
| 153                     | Alessandro De Marchi (ITA) | 53.                     |
| 154                     | Carl Fredrik Hagen (NOR)   | 97.                     |
| 155                     | Reto Hollenstein (SUI)     | 89.                     |
| 156                     | Alexander Cataford (CAN)   | DNF                     |
| 157                     | Michael Woods (CAN)        | DNF                     |

| Jumbo-Visma TJV | Jumbo-Visma TJV        | Jumbo-Visma TJV |
| --------------- | ---------------------- | --------------- |
| Nr.             | Rytter                 | Placering       |
| 161             | Jonas Vingegaard (DEN) | 16.             |
| 162             | Koen Bouwman (NED)     | 79.             |
| 163             | Tobias Foss (NOR)      | DNF             |
| 164             | Robert Gesink (NED)    | 77.             |
| 165             | Chris Harper (AUS)     | 78.             |
| 166             | Gijs Leemreize (NED)   | DNF             |
| 167             | Sam Oomen (NED)        | 47.             |

| Lotto-Soudal LTS | Lotto-Soudal LTS        | Lotto-Soudal LTS |
| ---------------- | ----------------------- | ---------------- |
| Nr.              | Rytter                  | Placering        |
| 171              | Tim Wellens (BEL)       | 58.              |
| 172              | Filippo Conca (ITA)     | DNF              |
| 173              | Andreas Kron (DEN)      | 41.              |
| 174              | Kamil Małecki (POL)     | 105.             |
| 175              | Maxim Van Gils (BEL)    | DNF              |
| 176              | Harm Vanhoucke (BEL)    | DNF              |
| 177              | Viktor Verschaeve (BEL) | DNF              |

| Movistar Team MOV | Movistar Team MOV         | Movistar Team MOV |
| ----------------- | ------------------------- | ----------------- |
| Nr.               | Rytter                    | Placering         |
| 181               | Alejandro Valverde (ESP)  | 6.                |
| 182               | Jorge Arcas (ESP)         | 95.               |
| 183               | Imanol Erviti (ESP)       | 94.               |
| 184               | Iván García Cortina (ESP) | DNF               |
| 185               | Johan Jacobs (SUI)        | 106.              |
| 186               | Enric Mas (ESP)           | 2.                |
| 187               | José Joaquín Rojas (ESP)  | 69.               |

| Quick-Step Alpha Vinyl QST | Quick-Step Alpha Vinyl QST | Quick-Step Alpha Vinyl QST |
| -------------------------- | -------------------------- | -------------------------- |
| Nr.                        | Rytter                     | Placering                  |
| 191                        | Julian Alaphilippe (FRA)   | 51.                        |
| 192                        | Andrea Bagioli (ITA)       | DNF                        |
| 193                        | Dries Devenyns (BEL)       | DNF                        |
| 194                        | Mikkel Honoré (DEN)        | 19.                        |
| 195                        | Ilan Van Wilder (BEL)      | 13.                        |
| 196                        | Mauri Vansevenant (BEL)    | 20.                        |
| 197                        | Louis Vervaeke (BEL)       | DNF                        |

| Arkéa-Samsic ARK | Arkéa-Samsic ARK      | Arkéa-Samsic ARK |
| ---------------- | --------------------- | ---------------- |
| Nr.              | Rytter                | Placering        |
| 201              | Warren Barguil (FRA)  | 12.              |
| 202              | Louis Barré (FRA)     | 49.              |
| 203              | Nicolas Edet (FRA)    | DNF              |
| 204              | Élie Gesbert (FRA)    | DNF              |
| 205              | Simon Guglielmi (FRA) | 52.              |
| 206              | Michel Ries (LUX)     | DNF              |
| 207              | Kévin Vauquelin (FRA) | 66.              |

| BikeExchange-Jayco BEX | BikeExchange-Jayco BEX | BikeExchange-Jayco BEX |
| ---------------------- | ---------------------- | ---------------------- |
| Nr.                    | Rytter                 | Placering              |
| 211                    | Matteo Sobrero (ITA)   | DNF                    |
| 212                    | Alexandre Balmer (SUI) | 82.                    |
| 213                    | Kevin Colleoni (ITA)   | DNF                    |
| 214                    | Lawson Craddock (USA)  | 54.                    |
| 215                    | Tsgabu Grmay (ETH)     | DNF                    |
| 216                    | Tanel Kangert (EST)    | DNF                    |
| 217                    | Nick Schultz (AUS)     | 42.                    |

| Team DSM DSM | Team DSM DSM             | Team DSM DSM |
| ------------ | ------------------------ | ------------ |
| Nr.          | Rytter                   | Placering    |
| 221          | Romain Bardet (FRA)      | 9.           |
| 222          | Thymen Arensman (NED)    | 76.          |
| 223          | Marco Brenner (GER)      | 38.          |
| 224          | Mark Donovan (GBR)       | 72.          |
| 225          | Chris Hamilton (AUS)     | 57.          |
| 226          | Andreas Leknessund (NOR) | 40.          |
| 227          | Martijn Tusveld (NED)    | DNF          |

| TotalEnergies TEN | TotalEnergies TEN        | TotalEnergies TEN |
| ----------------- | ------------------------ | ----------------- |
| Nr.               | Rytter                   | Placering         |
| 231               | Pierre Latour (FRA)      | 31.               |
| 232               | Mathieu Burgaudeau (FRA) | 56.               |
| 233               | Víctor de la Parte (ESP) | 80.               |
| 234               | Fabien Grellier (FRA)    | DNF               |
| 235               | Alan Jousseaume (FRA)    | 44.               |
| 236               | Paul Ourselin (FRA)      | DNF               |
| 237               | Alexis Vuillermoz (FRA)  | 29.               |

| Trek-Segafredo TFS | Trek-Segafredo TFS            | Trek-Segafredo TFS |
| ------------------ | ----------------------------- | ------------------ |
| Nr.                | Rytter                        | Placering          |
| 241                | Bauke Mollema (NED)           | 7.                 |
| 242                | Julien Bernard (FRA)          | 101.               |
| 243                | Giulio Ciccone (ITA)          | 15.                |
| 244                | Kenny Elissonde (FRA)         | DNF                |
| 245                | Amanuel Ghebreigzabhier (ERI) | DNF                |
| 246                | Mattias Skjelmose (DEN)       | DNF                |
| 247                | Antwan Tolhoek (NED)          | 50.                |

| UAE Team Emirates UAD | UAE Team Emirates UAD         | UAE Team Emirates UAD |
| --------------------- | ----------------------------- | --------------------- |
| Nr.                   | Rytter                        | Placering             |
| 1                     | Tadej Pogačar (SLO)           | 1.                    |
| 2                     | Davide Formolo (ITA)          | 28.                   |
| 3                     | João Almeida (POR) (landevej) | DNF                   |
| 4                     | Marc Hirschi (SUI)            | 81.                   |
| 5                     | Rafał Majka (POL)             | 23.                   |
| 6                     | Alessandro Covi (ITA)         | DNF                   |
| 7                     | Diego Ulissi (ITA)            | 26.                   |

| AG2R Citroën Team ACT | AG2R Citroën Team ACT        | AG2R Citroën Team ACT |
| --------------------- | ---------------------------- | --------------------- |
| Nr.                   | Rytter                       | Placering             |
| 11                    | Clément Champoussin (FRA)    | 73.                   |
| 12                    | Clément Berthet (FRA)        | 14.                   |
| 13                    | Geoffrey Bouchard (FRA)      | DNF                   |
| 14                    | Felix Gall (AUT)             | DNF                   |
| 15                    | Jaakko Hänninen (FIN)        | DNF                   |
| 16                    | Aurélien Paret-Peintre (FRA) | 74.                   |
| 17                    | Paul Lapeira (FRA)           | 107.                  |

| Alpecin-Deceuninck AFC | Alpecin-Deceuninck AFC  | Alpecin-Deceuninck AFC |
| ---------------------- | ----------------------- | ---------------------- |
| Nr.                    | Rytter                  | Placering              |
| 21                     | Jay Vine (AUS)          | 64.                    |
| 22                     | Tobias Bayer (AUT)      | 84.                    |
| 23                     | Xandro Meurisse (BEL)   | 43.                    |
| 24                     | Jimmy Janssens (BEL)    | DNF                    |
| 25                     | Stefano Oldani (ITA)    | 37.                    |
| 26                     | Kristian Sbaragli (ITA) | 90.                    |
| 27                     | Robert Stannard (AUS)   | DNF                    |

| Astana Qazaqstan Team AST | Astana Qazaqstan Team AST | Astana Qazaqstan Team AST |
| ------------------------- | ------------------------- | ------------------------- |
| Nr.                       | Rytter                    | Placering                 |
| 31                        | Vincenzo Nibali (ITA)     | 24.                       |
| 32                        | Samuele Battistella (ITA) | DNF                       |
| 33                        | David de la Cruz (ESP)    | DNF                       |
| 34                        | Miguel Ángel López (COL)  | 65.                       |
| 35                        | Javier Romo (ESP)         | DNF                       |
| 36                        | Cristian Scaroni (ITA)    | DNF                       |
| 37                        | Simone Velasco (ITA)      | 59.                       |

| Bahrain Victorious TBV | Bahrain Victorious TBV    | Bahrain Victorious TBV |
| ---------------------- | ------------------------- | ---------------------- |
| Nr.                    | Rytter                    | Placering              |
| 41                     | Damiano Caruso (ITA)      | 62.                    |
| 42                     | Mikel Landa (ESP)         | 3.                     |
| 43                     | Gino Mäder (SUI)          | DNF                    |
| 44                     | Matej Mohorič (SLO)       | 61.                    |
| 45                     | Hermann Pernsteiner (AUT) | 39.                    |
| 46                     | Wout Poels (NED)          | DNF                    |
| 47                     | Edoardo Zambanini (ITA)   | 45.                    |

| Bardiani CSF Faizanè BCF | Bardiani CSF Faizanè BCF         | Bardiani CSF Faizanè BCF |
| ------------------------ | -------------------------------- | ------------------------ |
| Nr.                      | Rytter                           | Placering                |
| 51                       | Filippo Zana (ITA) (landevej)    | 75.                      |
| 52                       | Luca Covili (ITA)                | 83.                      |
| 53                       | Omar El Gouzi (ITA)              | 93.                      |
| 54                       | Davide Gabburo (ITA)             | 96.                      |
| 55                       | Henok Mulubrhan (ERI) (landevej) | DNF                      |
| 56                       | Alex Tolio (ITA)                 | DNF                      |
| 57                       | Alessandro Tonelli (ITA)         | 93.                      |

| Bora-Hansgrohe BOH | Bora-Hansgrohe BOH              | Bora-Hansgrohe BOH |
| ------------------ | ------------------------------- | ------------------ |
| Nr.                | Rytter                          | Placering          |
| 61                 | Wilco Kelderman (NED)           | 60.                |
| 62                 | Giovanni Aleotti (ITA)          | 63.                |
| 63                 | Matteo Fabbro (ITA)             | 22.                |
| 64                 | Felix Großschartner (AUT)       | 102.               |
| 65                 | Sergio Higuita (COL) (landevej) | 4.                 |
| 66                 | Patrick Konrad (AUT)            | 67.                |
| 67                 | Aleksandr Vlasov (RUS)          | 18.                |

| Caja Rural-Seguros RGA CJR | Caja Rural-Seguros RGA CJR | Caja Rural-Seguros RGA CJR |
| -------------------------- | -------------------------- | -------------------------- |
| Nr.                        | Rytter                     | Placering                  |
| 71                         | Jonathan Lastra (ESP)      | DNF                        |
| 72                         | Aritz Bagües (ESP)         | 92.                        |
| 73                         | Fernando Barceló (ESP)     | DNF                        |
| 74                         | Sergio Martín (ESP)        | DNF                        |
| 75                         | Mikel Nieve (ESP)          | DNF                        |
| 76                         | Eduard Prades (ESP)        | 85.                        |
| 77                         | Michal Schlegel (CZE)      | DNF                        |

| Cofidis COF | Cofidis COF               | Cofidis COF |
| ----------- | ------------------------- | ----------- |
| Nr.         | Rytter                    | Placering   |
| 81          | Guillaume Martin (FRA)    | 32.         |
| 82          | François Bidard (FRA)     | DNF         |
| 83          | Thomas Champion (FRA)     | DNF         |
| 84          | Simon Geschke (GER)       | 46.         |
| 85          | Jesús Herrada (ESP)       | 48.         |
| 86          | Pierre-Luc Périchon (FRA) | DNF         |
| 87          | Rémy Rochas (FRA)         | 25.         |

| Drone Hopper-Androni Giocattoli DRA | Drone Hopper-Androni Giocattoli DRA | Drone Hopper-Androni Giocattoli DRA |
| ----------------------------------- | ----------------------------------- | ----------------------------------- |
| Nr.                                 | Rytter                              | Placering                           |
| 91                                  | Natnael Tesfatsion (ERI)            | DNF                                 |
| 92                                  | Mattia Bais (ITA)                   | 86.                                 |
| 93                                  | Umberto Marengo (ITA)               | DNF                                 |
| 94                                  | Andrij Ponomar (UKR)                | DNF                                 |
| 95                                  | Simone Ravanelli (ITA)              | 91.                                 |
| 96                                  | Santiago Umba (COL)                 | 88.                                 |
| 97                                  | Luca Chirico (ITA)                  | DNF                                 |

| EF Education-EasyPost EFE | EF Education-EasyPost EFE  | EF Education-EasyPost EFE |
| ------------------------- | -------------------------- | ------------------------- |
| Nr.                       | Rytter                     | Placering                 |
| 101                       | Alberto Bettiol (ITA)      | DNF                       |
| 102                       | Odd Christian Eiking (NOR) | DNF                       |
| 103                       | Mark Padun (UKR)           | 36.                       |
| 104                       | Andrea Piccolo (ITA)       | 11.                       |
| 105                       | Neilson Powless (USA)      | 34.                       |
| 106                       | Sean Quinn (USA)           | DNF                       |
| 107                       | Rigoberto Urán (COL)       | 21.                       |

| Eolo-Kometa EOK | Eolo-Kometa EOK           | Eolo-Kometa EOK |
| --------------- | ------------------------- | --------------- |
| Nr.             | Rytter                    | Placering       |
| 111             | Lorenzo Fortunato (ITA)   | DNF             |
| 112             | Davide Bais (ITA)         | 100.            |
| 113             | Mark Christian (GBR)      | DNF             |
| 114             | Alessandro Fancellu (ITA) | 55.             |
| 115             | Erik Fetter (HUN)         | 104.            |
| 116             | Mirco Maestri (ITA)       | 99.             |
| 117             | Samuele Rivi (ITA)        | 103.            |

| Groupama-FDJ GFC | Groupama-FDJ GFC               | Groupama-FDJ GFC |
| ---------------- | ------------------------------ | ---------------- |
| Nr.              | Rytter                         | Placering        |
| 121              | Quentin Pacher (FRA)           | 30.              |
| 122              | Bruno Armirail (FRA)           | DNF              |
| 123              | Matthieu Ladagnous (FRA)       | DNF              |
| 124              | Rudy Molard (FRA)              | 8.               |
| 125              | Michael Storer (AUS)           | 27.              |
| 126              | Attila Valter (HUN) (landevej) | DNF              |
| 127              | Lars van den Berg (NED)        | HD               |

| Ineos Grenadiers IGD | Ineos Grenadiers IGD              | Ineos Grenadiers IGD |
| -------------------- | --------------------------------- | -------------------- |
| Nr.                  | Rytter                            | Placering            |
| 131                  | Adam Yates (GBR)                  | 10.                  |
| 132                  | Laurens De Plus (BEL)             | DNF                  |
| 133                  | Tao Geoghegan Hart (GBR)          | 68.                  |
| 134                  | Daniel Martínez (COL)             | 17.                  |
| 135                  | Carlos Rodríguez (ESP) (landevej) | 5.                   |
| 136                  | Pavel Sivakov (FRA)               | DNF                  |
| 137                  | Ben Tulett (GBR)                  | DNF                  |

| Intermarché-Wanty-Gobert Matériaux IWG | Intermarché-Wanty-Gobert Matériaux IWG | Intermarché-Wanty-Gobert Matériaux IWG |
| -------------------------------------- | -------------------------------------- | -------------------------------------- |
| Nr.                                    | Rytter                                 | Placering                              |
| 141                                    | Lorenzo Rota (ITA)                     | DNF                                    |
| 142                                    | Jan Bakelants (BEL)                    | 33.                                    |
| 143                                    | Quinten Hermans (BEL)                  | DNF                                    |
| 144                                    | Laurens Huys (BEL)                     | 70.                                    |
| 145                                    | Simone Petilli (ITA)                   | 35.                                    |
| 146                                    | Domenico Pozzovivo (ITA)               | DNF                                    |
| 147                                    | Rein Taaramäe (EST)                    | DNF                                    |

| Israel-Premier Tech IPT | Israel-Premier Tech IPT    | Israel-Premier Tech IPT |
| ----------------------- | -------------------------- | ----------------------- |
| Nr.                     | Rytter                     | Placering               |
| 151                     | Jakob Fuglsang (DEN)       | 71.                     |
| 152                     | Corbin Strong (NZL)        | 87.                     |
| 153                     | Alessandro De Marchi (ITA) | 53.                     |
| 154                     | Carl Fredrik Hagen (NOR)   | 97.                     |
| 155                     | Reto Hollenstein (SUI)     | 89.                     |
| 156                     | Alexander Cataford (CAN)   | DNF                     |
| 157                     | Michael Woods (CAN)        | DNF                     |

| Jumbo-Visma TJV | Jumbo-Visma TJV        | Jumbo-Visma TJV |
| --------------- | ---------------------- | --------------- |
| Nr.             | Rytter                 | Placering       |
| 161             | Jonas Vingegaard (DEN) | 16.             |
| 162             | Koen Bouwman (NED)     | 79.             |
| 163             | Tobias Foss (NOR)      | DNF             |
| 164             | Robert Gesink (NED)    | 77.             |
| 165             | Chris Harper (AUS)     | 78.             |
| 166             | Gijs Leemreize (NED)   | DNF             |
| 167             | Sam Oomen (NED)        | 47.             |

| Lotto-Soudal LTS | Lotto-Soudal LTS        | Lotto-Soudal LTS |
| ---------------- | ----------------------- | ---------------- |
| Nr.              | Rytter                  | Placering        |
| 171              | Tim Wellens (BEL)       | 58.              |
| 172              | Filippo Conca (ITA)     | DNF              |
| 173              | Andreas Kron (DEN)      | 41.              |
| 174              | Kamil Małecki (POL)     | 105.             |
| 175              | Maxim Van Gils (BEL)    | DNF              |
| 176              | Harm Vanhoucke (BEL)    | DNF              |
| 177              | Viktor Verschaeve (BEL) | DNF              |

| Movistar Team MOV | Movistar Team MOV         | Movistar Team MOV |
| ----------------- | ------------------------- | ----------------- |
| Nr.               | Rytter                    | Placering         |
| 181               | Alejandro Valverde (ESP)  | 6.                |
| 182               | Jorge Arcas (ESP)         | 95.               |
| 183               | Imanol Erviti (ESP)       | 94.               |
| 184               | Iván García Cortina (ESP) | DNF               |
| 185               | Johan Jacobs (SUI)        | 106.              |
| 186               | Enric Mas (ESP)           | 2.                |
| 187               | José Joaquín Rojas (ESP)  | 69.               |

| Quick-Step Alpha Vinyl QST | Quick-Step Alpha Vinyl QST | Quick-Step Alpha Vinyl QST |
| -------------------------- | -------------------------- | -------------------------- |
| Nr.                        | Rytter                     | Placering                  |
| 191                        | Julian Alaphilippe (FRA)   | 51.                        |
| 192                        | Andrea Bagioli (ITA)       | DNF                        |
| 193                        | Dries Devenyns (BEL)       | DNF                        |
| 194                        | Mikkel Honoré (DEN)        | 19.                        |
| 195                        | Ilan Van Wilder (BEL)      | 13.                        |
| 196                        | Mauri Vansevenant (BEL)    | 20.                        |
| 197                        | Louis Vervaeke (BEL)       | DNF                        |

| Arkéa-Samsic ARK | Arkéa-Samsic ARK      | Arkéa-Samsic ARK |
| ---------------- | --------------------- | ---------------- |
| Nr.              | Rytter                | Placering        |
| 201              | Warren Barguil (FRA)  | 12.              |
| 202              | Louis Barré (FRA)     | 49.              |
| 203              | Nicolas Edet (FRA)    | DNF              |
| 204              | Élie Gesbert (FRA)    | DNF              |
| 205              | Simon Guglielmi (FRA) | 52.              |
| 206              | Michel Ries (LUX)     | DNF              |
| 207              | Kévin Vauquelin (FRA) | 66.              |

| BikeExchange-Jayco BEX | BikeExchange-Jayco BEX | BikeExchange-Jayco BEX |
| ---------------------- | ---------------------- | ---------------------- |
| Nr.                    | Rytter                 | Placering              |
| 211                    | Matteo Sobrero (ITA)   | DNF                    |
| 212                    | Alexandre Balmer (SUI) | 82.                    |
| 213                    | Kevin Colleoni (ITA)   | DNF                    |
| 214                    | Lawson Craddock (USA)  | 54.                    |
| 215                    | Tsgabu Grmay (ETH)     | DNF                    |
| 216                    | Tanel Kangert (EST)    | DNF                    |
| 217                    | Nick Schultz (AUS)     | 42.                    |

| Team DSM DSM | Team DSM DSM             | Team DSM DSM |
| ------------ | ------------------------ | ------------ |
| Nr.          | Rytter                   | Placering    |
| 221          | Romain Bardet (FRA)      | 9.           |
| 222          | Thymen Arensman (NED)    | 76.          |
| 223          | Marco Brenner (GER)      | 38.          |
| 224          | Mark Donovan (GBR)       | 72.          |
| 225          | Chris Hamilton (AUS)     | 57.          |
| 226          | Andreas Leknessund (NOR) | 40.          |
| 227          | Martijn Tusveld (NED)    | DNF          |

| TotalEnergies TEN | TotalEnergies TEN        | TotalEnergies TEN |
| ----------------- | ------------------------ | ----------------- |
| Nr.               | Rytter                   | Placering         |
| 231               | Pierre Latour (FRA)      | 31.               |
| 232               | Mathieu Burgaudeau (FRA) | 56.               |
| 233               | Víctor de la Parte (ESP) | 80.               |
| 234               | Fabien Grellier (FRA)    | DNF               |
| 235               | Alan Jousseaume (FRA)    | 44.               |
| 236               | Paul Ourselin (FRA)      | DNF               |
| 237               | Alexis Vuillermoz (FRA)  | 29.               |

| Trek-Segafredo TFS | Trek-Segafredo TFS            | Trek-Segafredo TFS |
| ------------------ | ----------------------------- | ------------------ |
| Nr.                | Rytter                        | Placering          |
| 241                | Bauke Mollema (NED)           | 7.                 |
| 242                | Julien Bernard (FRA)          | 101.               |
| 243                | Giulio Ciccone (ITA)          | 15.                |
| 244                | Kenny Elissonde (FRA)         | DNF                |
| 245                | Amanuel Ghebreigzabhier (ERI) | DNF                |
| 246                | Mattias Skjelmose (DEN)       | DNF                |
| 247                | Antwan Tolhoek (NED)          | 50.                |